# Elección complementaria de Chile del 2 de marzo de 1958
El 2 de marzo de 1958 se realizó una elección parlamentaria complementaria para llenar la vacancia de un diputado por la Cuarta Agrupación Departamental, correspondiente a la provincia de Coquimbo, producida por la asunción como senador del diputado Hugo Zepeda Barrios (PL) tras haber triunfado en la elección complementaria realizada en octubre de 1957. La elección extraordinaria fue convocada mediante un decreto promulgado el 20 de enero de 1958.
El mismo día de la elección parlamentaria complementaria se realizó la elección extraordinaria de un regidor en la comuna de Casablanca para llenar la vacante producida por el fallecimiento de Roberto Loyola Silva. En dicha elección triunfó Ana María Román Werner (PCU), quien venció a Abelardo Herrera (PR).

## Candidatos
El Frente de Acción Popular (FRAP) presentó el 21 de octubre de 1957, al día siguiente de la elección del diputado Hugo Zepeda Barrios como senador en la elección complementaria, como candidato a Roberto Flores Álvarez (Partido Socialista Popular), escritor y exintendente de la provincia de Coquimbo. El 5 de noviembre de 1957 el FRAP acordó llevar un candidato propio en la elección, y el 12 de noviembre anunció oficialmente a Roberto Flores Álvarez como su candidato a diputado.
Entre las precandidaturas que se presentaron en el Partido Radical de Chile (PR) se encontraban las de Orlando Álvarez Bonilla (postulado por los radicales de Ovalle) y Jorge Martínez Castillo (alcalde de La Serena). El 23 de octubre de 1957, Julio Mercado Illanes aseguraba tener el apoyo del Partido Liberal —lo cual fue desmentido por Hugo Zepeda—, y el 28 del mismo mes el Comité Ejecutivo Nacional del PR acordó presentar un candidato propio en la elección, definiendo entre Mercado y Orlando Álvarez Bonilla. El 13 de noviembre se decidió nominar a Julio Mercado como el candidato radical, quien recibió el apoyo del candidato presidencial Luis Bossay.
Los partidos Liberal, Conservador Unido, Demócrata Cristiano, Agrario Laborista y Nacional decretaron la libertad de acción para sus militantes en esta elección.

## Resultados
El número de electores inscritos en los registros, y habilitados para votar en la elección complementaria, fue de 50 776 ciudadanos. Los resultados de la elección fueron los siguientes:
|  | 55.07 % |

|  | 44.93 % |

El resultado provisorio por comuna, entregado el mismo día de la elección, fue el siguiente:
| Comuna                     | Mercado | Flores | Blancos | Nulos | Total  |
| -------------------------- | ------- | ------ | ------- | ----- | ------ |
| Comuna                     |         |        | Blancos | Nulos | Total  |
| Departamento de La Serena  |         |        |         |       |        |
| La Serena                  | 2817    | 4268   | 148     | 87    | 7320   |
| La Higuera                 | 77      | 196    | 0       | 1     | 274    |
| Departamento de Coquimbo   |         |        |         |       |        |
| Coquimbo                   | 3700    | 2491   | 59      | 38    | 6288   |
| Andacollo                  | 654     | 690    | 17      | 4     | 1365   |
| Departamento de Elqui      |         |        |         |       |        |
| Vicuña                     | 1002    | 500    | 18      | 49    | 1569   |
| Paihuano                   | 766     | 261    | 18      | 6     | 1051   |
| Departamento de Ovalle     |         |        |         |       |        |
| Ovalle                     | 2148    | 1739   | 140     | 52    | 4079   |
| Punitaqui                  | 600     | 365    | 17      | 0     | 982    |
| Monte Patria               | 641     | 395    | 20      | 0     | 1056   |
| Samo Alto                  | 288     | 96     | 6       | 0     | 390    |
| Departamento de Combarbalá |         |        |         |       |        |
| Combarbalá                 | 703     | 584    | 27      | 48    | 1362   |
| Departamento de Illapel    |         |        |         |       |        |
| Illapel                    | 801     | 1255   | 20      | 29    | 2105   |
| Salamanca                  | 865     | 740    | 19      | 8     | 1632   |
| Mincha                     | 480     | 232    | 3       | 8     | 723    |
| Los Vilos                  | 458     | 431    | 28      | 1     | 918    |
| Total                      | 16 000  | 14 243 | 540     | 331   | 31 114 |
| Fuente: La Nación.         |         |        |         |       |        |

Julio Mercado juró como diputado en la sesión realizada el 8 de abril de 1958.